# Егнышевка
Егны́шевка (Егнышёвка, Ягнышевка) — деревня в городском округе город Алексин Тульской области России. Деревня известна, прежде всего, благодаря значительному количеству рекреационных объектов, находящихся в Егнышевке и окрестностях.

## География
Деревня расположена на высоком правом берегу Оки, окружённая лесом (растут преимущественно сосна и берёза). Недалеко от юго-западной окраины деревни — лесничество. Южнее и юго-восточнее, в лесу, известны урочища Петрушино, Филин Угол, Дуброво. На восточной окраине Егнышевки — урочище Каменка.
Также с правого берега, ниже по течению Оки, находится устье Выпрейки, выше по течению — устье Вашаны (деревня Айдарово). Левый берег Оки в районе Егнышевки более низкий, менее лесистый, местами — песчано-гравийный. Левые притоки Оки здесь менее значительны, чем правые, выше по течению — Дряща, ниже — небольшая пересыхающая речка Илова. Ранее в Егнышевке располагалась пристань на Оке. Ещё одна пристань — Трубецкое — находилась на левом берегу, чуть выше Егнышевки.
На восточном берегу, между Егнышевкой и Айдарово — турбазы, лагеря отдыха. Подобные объекты имеются также и ниже по течению, за устьем Выпрейки. Ближайшие дома и лагеря отдыха на западном берегу есть лишь в районе Тарусы, севернее Егнышевки — левый берег в районе деревни и выше неё в туристическом отношении мало освоен.
Восточный берег реки на данном участке административно относится к Тульской области. Ближайшие к Егнышевке населённые пункты, кроме Айдарово — находящиеся на северо-востоке, востоке и юго-востоке, в долине Выпрейки, деревни Нижнее и Верхнее Ламоново, посёлок Успенский, деревни Мосолово и Юдинки. За лесом, на юго-востоке и юге — деревни Мясоедово и Лыткино, село Сотино.
Противоположный, западный берег относится к Калужской области. Там расположены село Трубецкое и деревня Марфино (направление на запад), деревня Алекино (направление на северо-запад).

## Флора
В числе растений, встречающихся в окрестностях Егнышевки:
- ирис сибирский;
- пыльцеголовник красный;
- гнездоцветка клобучковая;
- горичник горный;
- бубенчик лилиелистный[8].

## История
Впервые местность под названием «Ягнышева пустошь» упоминается в 1651 году. Этимология данного названия до конца не ясна. Могут быть предложены как минимум 2 версии. Согласно первой из них, пустошь использовалась для выпаса мелкого скота, и её название восходит к слову «ягня́» — детёныш овцы, барашек (см. Толковый словарь живого великорусского языка В. И. Даля).

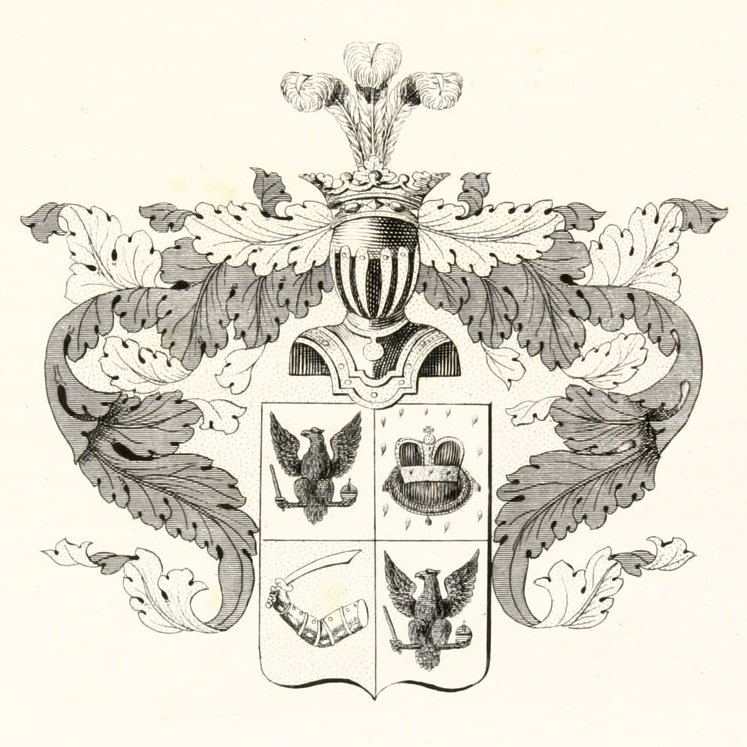
Герб Бобрищевых-Пушкиных, 1807 год

Вторая версия — семейная легенда Бобрищевых-Пушкиных, которая гласит, что в XV—XVI веках в местах, где ныне располагается деревня, действовал разбойник по прозвищу Ягныш, грабивший суда на Оке и доставлявший тем самым проблемы воеводам Алексина. В конце концов один из приближённых алексинского воеводы из рода Бобрищевых-Пушкиных смог схватить разбойника и рассеять его шайку. В награду за это царь пожаловал ему земли, на которых прежде хозяйничал Ягныш.
В действительности род Бобрищевых-Пушкиных ведёт своё начало лишь с первой половины XVI века, а владельцем Ягнышевой пустоши он стал, согласно самым ранним документальным данным (1680 год), во второй половине XVII века. При этом собственно поселение в Ягнышевой пустоши возникло не ранее 1685 года, как можно предположить — в результате дробления земельных владений рода и переселения на незаселённые территории, выделенные в качестве отдельного имения, крепостных из других мест.
Егнышевка и некоторые окрестные территории принадлежали ветви рода, происходящей от Спиридона Ивановича Бобрищева-Пушкина, правнука родоначальника Ивана Алексеевича Пушкина по прозвищу Бобрище. В конце XVIII — начале XIX века в Ягнышевке её владелец, Сергей Павлович Бобрищев-Пушкин, выстроил большой деревянный дом с мезонином для своей большой семьи (по некоторым данным, у Сергея Павловича было 11 детей — 8 сыновей и 3 дочери). В самой родовой усадьбе не было церкви, и Егнышевка входила в приход церкви Успения Пресвятой Богородицы на погосте Вепри/Вепрея на реке Выпрейке (ныне — посёлок Успенский). До 1782 года деревня входила в состав Вепрейского стана Алексинского уезда; после строительства барской усадьбы деревня стала селом. 

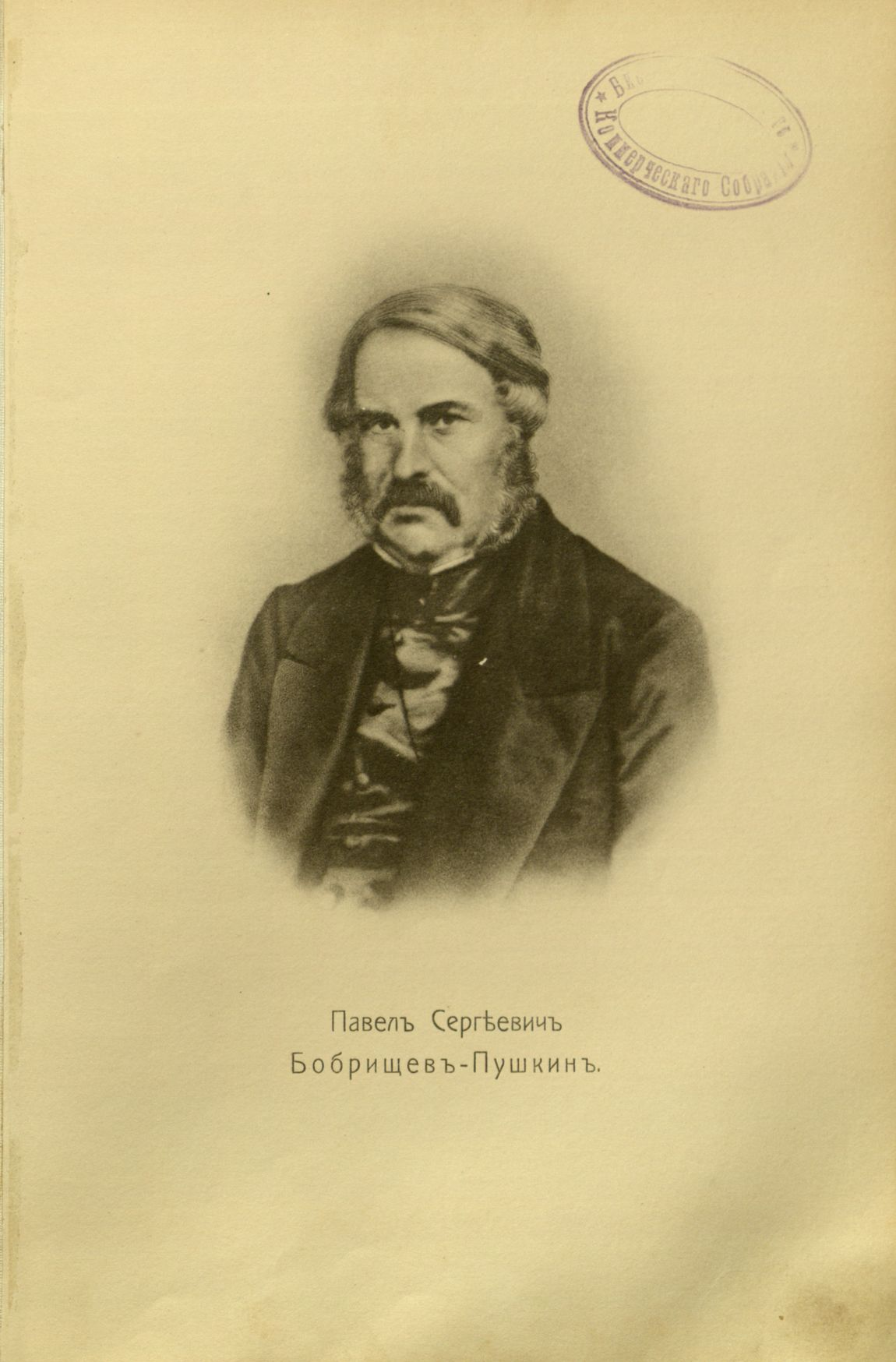
Павел Сергеевич Бобрищев-Пушкин

В 1812 году С. П. Бобрищев-Пушкин командовал 4-м казачьим пехотным полком Тульского ополчения, который, базируясь в Егнышевке, первоначально охранял берега Оки, а затем, в ноябре, уже во время отступления Наполеона из Москвы, выступил в поход. В Егнышевке, по всей вероятности, провели детские годы сыновья С. П. Бобрищева-Пушкина — декабристы Николай Сергеевич и Павел Сергеевич.
После смерти Сергея Павловича хозяином усадьбы стал самый младший сын — Михаил. После смерти последнего в 1883 году — его сын, Владимир Михайлович, известный адвокат. В 1886 году в Егнышёвке им был основан конный завод, основу которого составили племенные жеребцы, приобретённые В. М. Бобрищевым-Пушкиным у светлейшего князя герцога Георгия Максимилиановича Лейхтенбергского.
В 1892 году из-за карточных долгов В. М. Бобрищев-Пушкин продаёт Егнышёвку московскому купцу из рода Алексеевых, по некоторым сведениям — двоюродному брату реформатора театра К. С. Станиславского (Алексеева).
Новые владельцы разобрали старый обветшавший деревянный дом и выстроили на его месте каменный двухэтажный. Дом был выполнен в стиле ампир. В центре главного фасада находился портик из двух пар спаренных колонн, на которые опиралась арка мезонина. На крыше была устроена башенная беседка-бельведер, которая, по некоторым данным, при ветре поворачивалась по кругу, давая возможность обозреть окрестности. Из лоджии в мезонине открывался вид на Оку. Перед входом в дом — терраса с балюстрадой, поддерживаемая подпорной стеной. Вниз, в парк, спускаясь к реке, вела центральная лестница, украшенная двумя скульптурами львов. Перед ней в парке помещался фонтан.
В начале XX века в летнее время в деревне и окрестностях наблюдался наплыв дачников. Активное участие в развитии Егнышевки принимали владельцы усадьбы Алексеевы — на их средства была построена начальная школа, здание которой, как сообщается, сохранилось до сих пор (утверждается, что в школе даже преподавала жена владельца имения, она же лечила жителей деревни). После крупного пожара в Егнышевке Алексеевы выделили погорельцам деньги и лес на обустройство.
После революции в доме был устроен медпункт, где продолжала жить прежняя владелица усадьбы, работавшая в деревне фельдшером. В 1927 году здание было национализировано, и в нём открылся климатический санаторий — дом отдыха для лёгочных больных красноармейцев и командиров Красной армии. Затем санаторий был преобразован в областной профсоюзный дом отдыха в ведении Тульского отдела здравоохранения.
В годы Великой Отечественной войны Егнышевка оказалась на переднем крае боёв. В ходе Тульской оборонительной операции в октябре-декабре 1941 года, в полосе обороны 49-й армии, линия фронта проходила по Оке. Здание санатория было полностью разрушено.
В послевоенные годы дом отдыха был возрождён. На сегодняшний день на территории бывшей усадьбы возвышаются современные корпуса санаториев. От прежних времён сохраняется каскад из двух прудов в овраге в центре деревни, некоторые хозяйственные постройки, в том числе в перестроенном виде (скотный двор, конный двор, сушило, ледник и баня), остатки каменной лестницы с пьедесталами для ваз, фонтан.
До преобразования Алексинского района в городской округ в 2014 году деревня входила в состав муниципального образования Буныревское.

## Население
| 2002 | 2010 |
| ---- | ---- |
| 330  | ↘271 |

По данным переписи 2010 года, в деревне проживало, приблизительно, 48 % мужчин и 52 % женщин, в этническом отношении большинство населения составляли русские (266 человек), также проживали украинцы (4 человека).
По данным переписи 2002 года, в деревне проживало 330 человек (156 мужчин, 174 женщины), 95 % населения составляли русские.
По состоянию на 1989 год, в деревне проживало около 340 жителей.

## Улицы
- Набережная
- Новая
- Приокская
- Садовая
- Юбилейная[18]

## Туристско-рекреационный потенциал
В деревне находится несколько объектов рекреационного профиля:
- Санаторий-курорт «Егнышевка»[19].
- Санаторий — реабилитационный центр «Молния»[20].
- Гостиничный комплекс «Приокский Дворик»[21].
- База отдыха «Берёзовая роща»[22].
- Парк-отель «Премьера»[5].
- Целебный источник святого целителя великомученика Пантелеимона[23], освящённый в 2004 году архиепископом Тульским и Белёвским Алексием. Сам источник, по некоторым данным, известен с 1650 года[24]. Имеются часовня и купальня[5].